# Golpe de Estado em Cuba de 1952
O Golpe de Estado em Cuba de 1952 ou Batistazo ocorreu no dia 10 de março de 1952, quando o Exército Constitucional, liderado por Fulgencio Batista, toma o poder na ilha de Cuba pouco antes da próxima eleição presidencial, a qual seria realizada em 1º de junho do mesmo ano. Após o golpe, Batista assume a presidência do país — usurpando o posto de Carlos Prío Socorrás —, e permanece no cargo até o ano de 1959, quando parte em exílio para a República Dominicana. O coup d'état estabelece uma ditadura militar de fato, cujo período é conhecido como Batistato.
O governo ditatorial de Fulgencio Batista foi marcado pela busca de boas relações com os Estados Unidos, pela repressão aos opositores políticos e por diversas acusações de corrupção. O regime de Batista chega ao fim com o triunfo da Revolução Cubana.

## Período democrático (1940-1952)
A cadeira presidencial não foi uma novidade para Fulgencio Batista em 1952. De fato, ele já havia ocupado-a durante os anos de 1940 e 1944, através de eleições democráticas. A ascensão política do militar iniciou-se por meio de seu envolvimento na Revolta dos Sargentos, responsável por retirar Carlos Manuel de Céspedes y Quesada da presidência. Céspedes tinha se tornado presidente provisório em agosto de 1933, após a deposição do ditador Gerardo Machado, cujo governo se estendeu entre os anos de 1925 e 1932. O governo Machado foi marcado pela submissão aos Estados Unidos e pela repressão sistemática aos movimentos sociais e aos adversários políticos do regime. A política autoritária e corrupta de Machado tornou-o bastante impopular, de modo que havia pressão de múltiplos setores da população para o fim de seu governo. Em 1933, Machado, incapaz de manter-se no poder, renuncia a presidência e deixa Cuba. Com sua queda, Céspedes foi colocado na presidência, em uma clara continuidade com o política com o "machadismo". A escolha do novo presidente não satisfez nem o povo nem o exército. Como consequência, em setembro de 1933, um movimento de sargentos, liderado por Fulgencio Batista e apoiado pelo corpo civil, retira Céspedes do poder, substituindo-o por um governo de coalizão provisório. Tal evento ficou conhecido como "Revolta dos Sargentos". A partir dela, seguiram-se anos de instabilidade política na ilha. 
Entre 1940 e 1952, no entanto, Cuba vive um período de democratização, com presidentes eleitos através do voto universal, conforme ditava a recentemente promulgada Constituição de 1940. O primeiro desses presidentes é Fulgencio Batista, que governa de outubro de 1940 até 1944. Após ele, sucede Ramón San Martín, que também cumpre seu mandato, permanecendo na presidência até 1948. Por último, assume Carlos Socorrás, a quem o golpe militar, como visto, retira da presidência sete meses antes de completar seu governo.

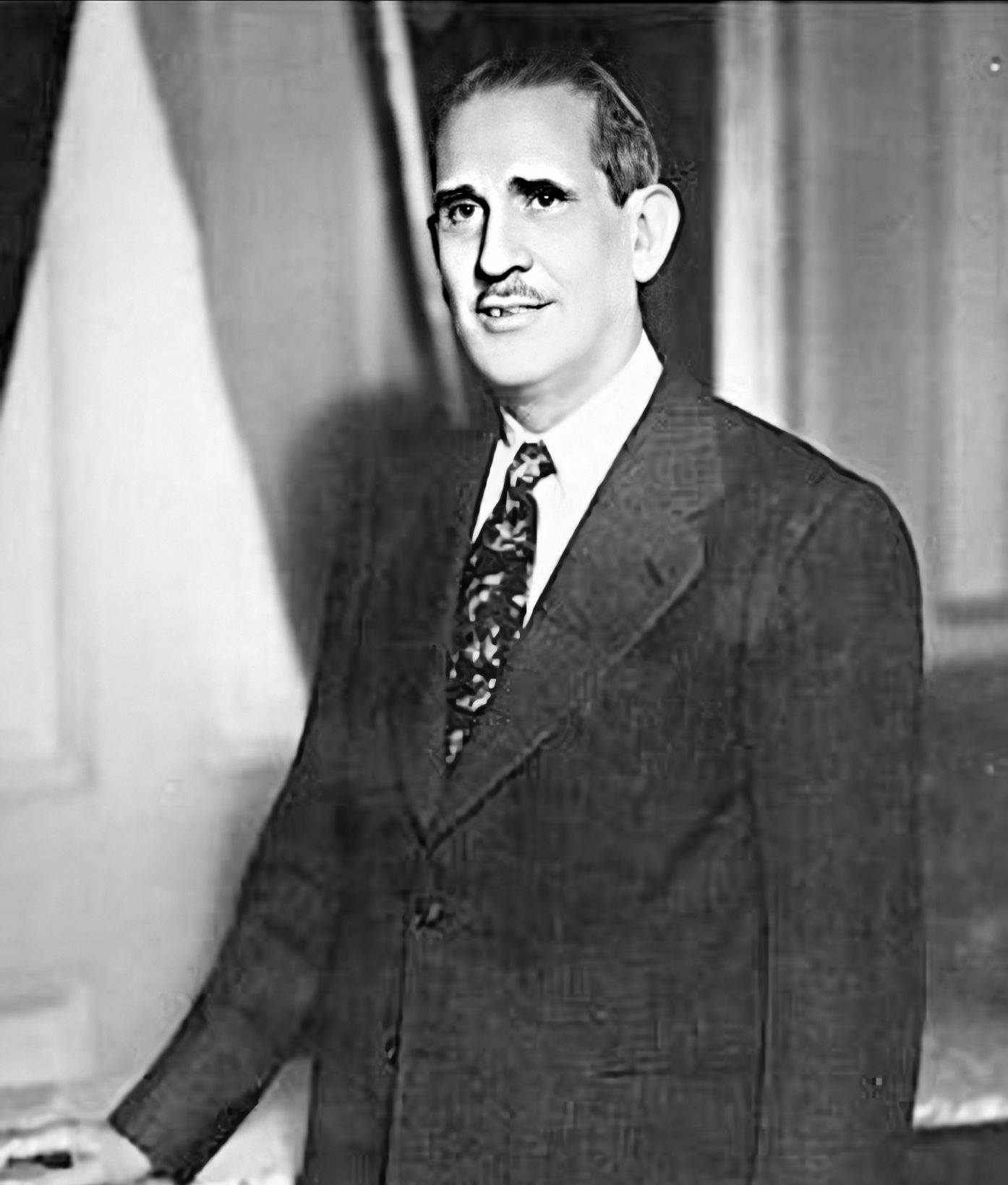
Ramón Grau San Martín, 1933

O primeiro governo de Batista foi exercido sob a recém promulgada Constituição de 1940. Batista assume o cargo após a vitória eleitoral sobre San Martín, na qual obteve cerca de trezentos mil votos a mais do que seu rival. Um dos marcos desse período governamental foi a entrada de Cuba na Segunda Guerra Mundial, em 1941. A participação no conflito aproximou Cuba e Estados Unidos, facilitando acordos comerciais e programas de empréstimo de crédito com a potência. Além disso, o período foi marcado pelo crescimento da produção açucareira cubana; a exemplo, entre 1940 e 1944, houve um aumento na colheita de 2,7 para 4,2 milhões de toneladas. No entanto, o contexto de guerra teve, evidentemente, consequências negativas em Cuba: o avanço dos preços, a escassez de produtos, a restrição do comércio com a Europa e a vertiginosa queda no turismo cubano foram algumas delas. Diante desse quadro, a insatisfação com o governo fez-se notável nas eleições seguintes, em que o candidato apoiado por Batista, Carlos Saladrigas, perde a disputa eleitoral para San Martín. Antigo rival de Batista desde as eleições de 1940, San Martín era filiado ao Partido Autêntico, e recebeu, nas eleições de 1944, mais de um milhão de votos.
O partido de Martín, o Autêntico (também chamado de de Partido Revolucionário Cubano), foi criado em fevereiro de 1934, após os eventos da deposição de Gerardo Machado e da Revolta dos Sargentos. O Autêntico se apresentava como um partido de esquerda, reformista e anti-imperialista. No entanto, ao longo do mandato de San Martín, o ímpeto reformista do Autêntico enfraqueceu-se, e o partido logo foi tomado pela corrupção. As expectativas populares despertadas pela vitória de San Martín não foram atendidas nem pelo presidente nem por seu sucessor. Assim, durante os dois mandatos sob o partido — o de San Martín e o de Socorrás —, "o desfalque, as fraudes, a corrupção e a utilização fraudulenta de cargos públicos saturaram todos os ramos do governo".  
Enfim, em 1951, um ano antes do término do mandato de Socorrás e de novas eleições presidenciais, volta Fulgencio Batista para Cuba após sete anos morando nos Estados Unidos. O ex-presidente retorna visando participar novamente da corrida eleitoral cubana. As eleições de 1952 tinham como protagonistas Roberto Agramonte (Partido Ortodoxo) e Carlos Hevia (Partido Autêntico); na disputa, Fulgencio Batista ocupava apenas o terceiro lugar.

## Tomada de poder
Não foi possível saber o vencedor da eleição de 1952, pois, naquele 10 de março, os militares tomaram o poder na ilha. O momento do golpe foi rápido, tendo durado cerca de uma hora. O sucesso se deveu em parte à organização dos golpistas — que foram capazes de apoderar-se dos principais postos militares da capital, bem como dos sistemas de transporte e de telecomunicação — e, em parte, à franca decadência do governo Autêntico na opinião pública. Não só isso, tanto o Autêntico como o Ortodoxo mostraram-se incapazes de confrontar a deposição do presidente; enquanto o primeiro não tinha capital político para tal, o segundo tinha recentemente perdido seu líder, Eduardo Chibás, que baleou a si próprio no ano anterior. Além disso, o golpe teve o apoio da elite cubana, que, diante das promessas de Batista de garantir ordem e estabilidade no país, rapidamente aceitou o novo governo. 
Não obstante o inegável papel de Batista na trama golpista, é equivocado pensar no ocorrido de 1952 como a ação pessoal de Fulgencio. Havia, ao menos desde 1949, um desalinhamento entre as forças armadas e o governo civil. A deposição de Prío Socorrás já vinha sendo debate dos grupos militares insatisfeitos com o rumo político da ilha; Fulgencio Batista aparece, então, como um dos nomes sugeridos pelos conspiradores para liderar o movimento.  
Após a conquista do poder, Batista cancela as eleições presidenciais seguintes e se declara Chefe de Estado, Primeiro Ministro e Comandante das Forças Armadas. A partir de então, governa inconstitucionalmente, a despeito da Carta Magna de 1940, até o ano de 1959, quando parte de Cuba fugindo das forças revolucionárias lideradas por Fidel Castro. 

## A oposição a Batista (1953-1959)

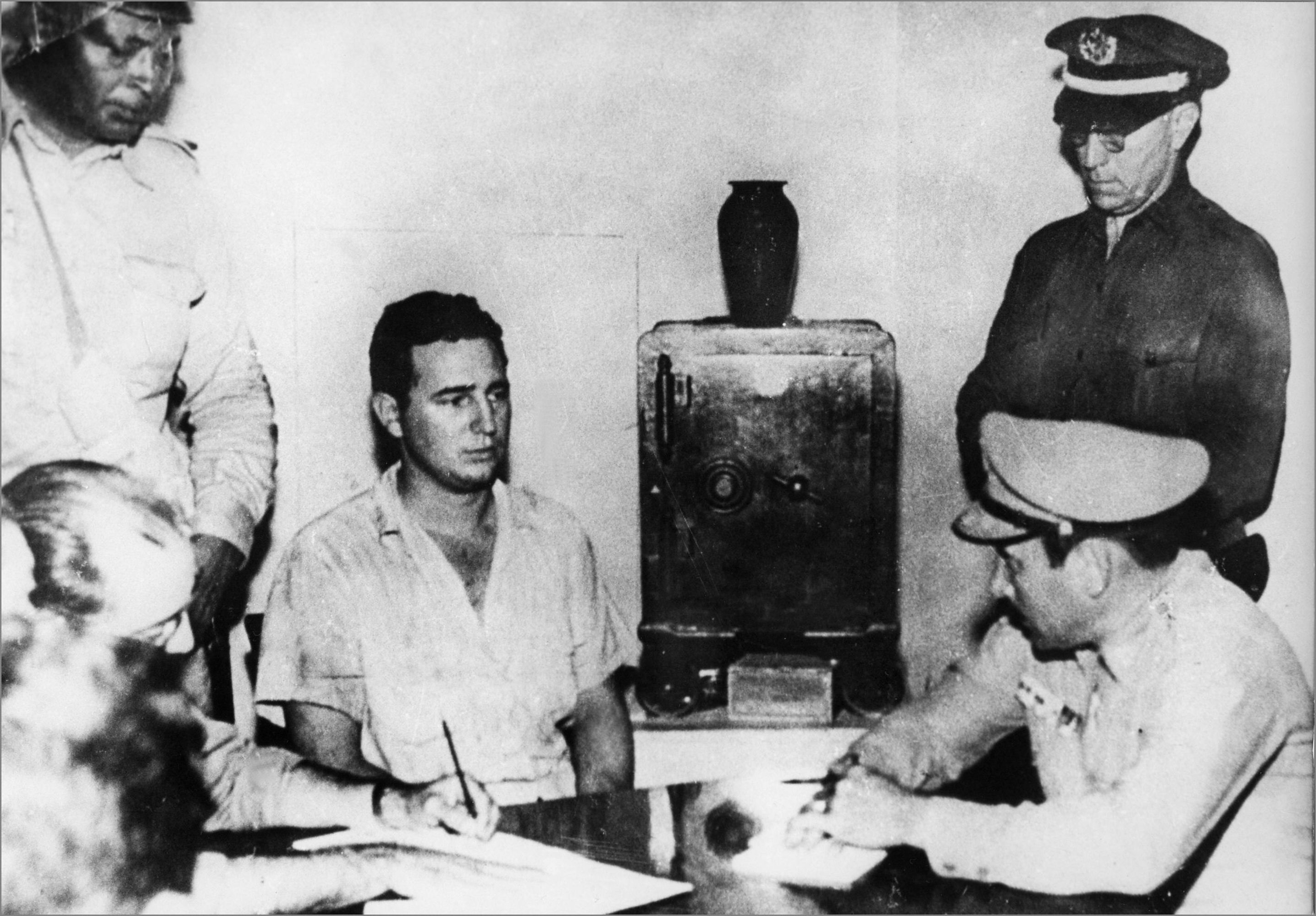
Fidel Castro detido após o Ataque ao Quartel Moncada, 1953

Os primeiros protestos contra o governo golpista foram pouco bem sucedidos; eles eram compostos, principalmente, por estudantes, intelectuais e jovens operários. A exemplo, surge nesse momento o Movimiento Nacional Revolucionário (MNR), liderado pelo professor universitário Rafael García Bárcena. O professor, junto com outros membros do MNR, acabou preso em abril de 1953 após a tentativa de invadir um acampamento militar. 
Pouco depois, em julho de 1953, acontece o Ataque ao Quartel Moncada. Em linhas gerais, o plano era executar um ataque surpresa ao Quartel Moncada, visando o controle do local e a conversão das tropas para o movimento anti-Batista. O ataque ao quartel, liderado por Fidel Castro, seria acompanhado simultaneamente por outras duas frentes que realizariam ataques estratégicos, uma liderada por Raúl Castro, irmão de Fidel, e outra por Abel Santamaría. O plano, no entanto, fracassou, e os participantes foram violentamente reprimidos. Contudo, duas consequências importantes saíram do evento: em primeiro lugar, o ataque ao Moncada lançou Fidel Castro como nome de liderança na oposição a Batista; além disso, o ataque foi responsável por posicionar a luta armada como a via de ação contra a ditadura.        

 
Por seu envolvimento no assalto ao quartel, Fidel Castro foi sentenciado a 15 anos de prisão. Desses, cumpriu pouco menos de dois anos. A razão disso foi a anistia concedida a ele e aos demais presos políticos de Cuba pelo governo em maio de 1955. A anistia de 1955 sucedeu a polêmica eleição presidencial de 1954, em que Fulgencio Batista, único candidato concorrendo, obteve a vitória. Nesse sentido, a anistia assinada no ano seguinte foi produto da pressão social realizada pelos setores de oposição após o fiasco eleitoral.       

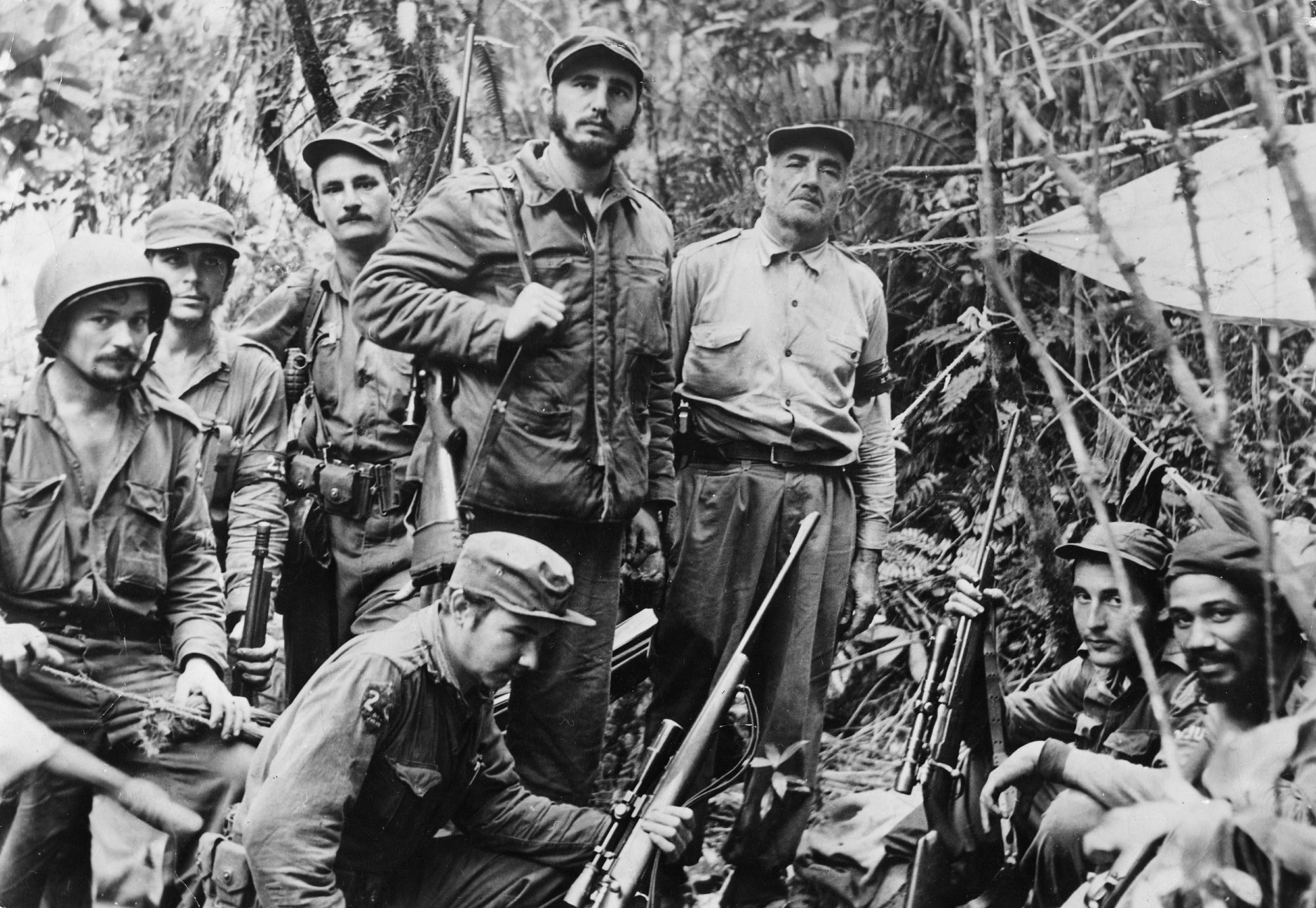
Guerrilheiros em Sierra Maestra, 1956

Anistiados, os irmãos Castro partem para o México em julho, onde eventualmente conhecem Ernesto Guevara, outra figura emblemática da Revolução Cubana. Durante a estadia no país, que durou até dezembro de 1956, os preparativos para a deposição armada de Fulgencio Batista iniciaram-se.     
Em Cuba, o ano de 1956 foi marcado pela intensificação dos movimentos anti-Batista. Em consequência, cresceu igualmente a repressão violenta utilizada pelo regime. Apesar da pluralidade de organizações emergentes contra o governo, tratavam-se de forças políticas independentes e pouco articuladas entre si. De fato, o processo de deposição de Fulgencio Batista só ganharia corpo com o retorno de Castro e seus homens para Cuba, o que ocorre em dezembro de 1956.     
O longo período desencadeado pelo golpe de 1952 é finalizado em primeiro de janeiro de 1959, data em que Batista abandona o governo. Pouco depois, no dia oito, a caravana guerrilheira de Castro chega a Havana, triunfante.